# 第十五季超級籃球聯賽季後賽
第十五季超級籃球聯賽季後賽是第十五季超級籃球聯賽例行賽後的系列賽程，第一輪將在2018年3月31日開打，第二輪將在2018年4月7日開打；首輪四戰三勝；
例行賽第五的碰上第四台北達欣的(先享有1勝的優勢)，遇上例行賽第一的裕隆納智捷，結果由
例行賽第六的台灣啤酒碰上第三金門酒廠的(先享有1勝的優勢)，遇上例行賽第二的桃園璞園；冠軍賽事將在4月21日開打。

## 晉級形式圖
|  | 第一輪 | 第一輪   | 第一輪 |  |   | 第二輪 | 第二輪     | 第二輪 |          |   | 冠軍賽 | 冠軍賽   | 冠軍賽 |  |  |
|  |        |          |        |  |   |        |            |        |          |   |        |          |        |  |  |
|  | 4      | 台北達欣 | 2      |  |   | 1      | 裕隆納智捷 | 0      |          |   |        |          |        |  |  |
|  | 5      | 富邦勇士 | 3*     |  |   | 5      | 富邦勇士   | 4      |          |   |        |          |        |  |  |
|  | 5      | 富邦勇士 | 3*     |  | 5 | 5      | 富邦勇士   | 4      | 富邦勇士 | 2 |        |          |        |  |  |
|  |        |          |        |  |   |        |            |        |          | 2 |        |          |        |  |  |
|  |        |          |        |  |   |        |            |        |          |   | 2      | 桃園璞園 | 4      |  |  |
|  | 3      | 金門酒廠 | 3*     |  |   | 2      | 桃園璞園   | 4      |          |   | 2      | 桃園璞園 | 4      |  |  |
|  | 3      | 金門酒廠 | 3*     |  |   | 2      | 桃園璞園   | 4      |          |   |        |          |        |  |  |
|  | 6      | 台灣啤酒 | 1      |  |   | 3      | 金門酒廠   | 2      |          |   |        |          |        |  |  |

## 季後賽第一輪
Game 1
| 3月31日 17:00 |

| 賽後數據 |

| 台北達欣 66–88 富邦勇士                          |  |                                                 |
| 得分： 張家榮 12 篮板： 翁嘉鴻 8 助攻： 蘇翊傑 4 |  | 得分： 蔡文誠 23 篮板： 賽勒 16 助攻： 林書緯 6 |

| 3月31日 19:00 |

| 賽後數據 |

| 金門酒廠 72–68 台灣啤酒                             |  |                                               |
| 得分： 多個球員 20 篮板： 拉莫斯 18 助攻： 拉莫斯 6 |  | 得分： 夏普 19 篮板： 夏普 14 助攻： 于煥亞 6 |

Game 2
| 4月1日 17:00 |

| 賽後數據 |

| 富邦勇士 59–69 台北達欣                      |  |                                                    |
| 得分： 張宗憲16 篮板： 賽勒13 助攻： 林書瑋4 |  | 得分： 林宜輝17 篮板： 西姆·布拉23 助攻： 蘇翊傑 9 |

| 4月1日 19:00 |

| 賽後數據 |

| 台灣啤酒 74–69 金門酒廠                  |  |                                                |
| 得分： 夏普29 篮板： 夏普11 助攻： 夏普4 |  | 得分： 拉莫斯22 篮板： 拉莫斯17 助攻： 陳靖寰6 |

Game 3
| 4月3日 18:00 |

| 賽後數據 |

| 台北達欣 85–94 富邦勇士（OT）                     |  |                                               |
| 得分： 蘇翊傑22 篮板： 西姆·布拉22 助攻： 蘇翊傑7 |  | 得分： 林書緯27 篮板： 賽勒13 助攻： 林書緯10 |

| 4月3日 20:00 |

| 賽後數據 |

| 金門酒廠 94–60 台灣啤酒                          |  |                                           |
| 得分： 拉莫斯27 篮板： 拉莫斯16 助攻： 多個球員4 |  | 得分： 夏普14 篮板： 夏普8 助攻： 于煥亞4 |

Game 4
| 4月5日 19:00 |

| 賽後數據 |

| 富邦勇士 77–69 台北達欣                      |  |                                                   |
| 得分： 林書緯18 篮板： 賽勒14 助攻： 張宗憲7 |  | 得分： 蘇翊傑21 篮板： 西姆·布拉16 助攻： 蘇翊傑5 |

## 季後賽第二輪
Game 1
| 4月7日 17:00 |

| 賽後數據 |

| 裕隆納智捷 71–76 富邦勇士                      |  |                                             |
| 得分： 周柏臣22 篮板： 奈維爾15 助攻： 林韋翰5 |  | 得分： 賽勒16 篮板： 賽勒9 助攻： 多個球員4 |

| 4月7日 19:00 |

| 賽後數據 |

| 桃園璞園 70–79 金門酒廠                        |  |                                                |
| 得分： 戴維斯22 篮板： 戴維斯23 助攻： 彭俊諺4 |  | 得分： 拉莫斯20 篮板： 拉莫斯19 助攻： 陳靖寰6 |

Game 2
| 4月8日 17:00 |

| 賽後數據 |

| 富邦勇士 70–68 裕隆納智捷                  |  |                                                |
| 得分： 賽勒17 篮板： 賽勒14 助攻： 蔡文誠4 |  | 得分： 胡凱翔22 篮板： 奈維爾11 助攻： 陳世念7 |

| 4月8日 19:00 |

| 賽後數據 |

| 金門酒廠 66–70 桃園璞園                        |  |                                                |
| 得分： 拉莫斯21 篮板： 拉莫斯18 助攻： 陳靖寰6 |  | 得分： 戴維斯18 篮板： 戴維斯18 助攻： 彭俊諺4 |

Game 3
| 4月10日 18:00 |

| 賽後數據 |

| 裕隆納智捷 78–79 富邦勇士                      |  |                                                |
| 得分： 胡凱翔22 篮板： 奈維爾13 助攻： 胡凱翔7 |  | 得分： 多個球員19 篮板： 賽勒13 助攻： 林書緯6 |

| 4月10日 20:00 |

| 賽後數據 |

| 桃園璞園 90–72 金門酒廠                          |  |                                                |
| 得分： 戴維斯28 篮板： 戴維斯17 助攻： 多個球員3 |  | 得分： 拉莫斯24 篮板： 拉莫斯13 助攻： 邱日誠4 |

Game 4
| 4月12日 18:00 |

| 賽後數據 |

| 富邦勇士 83–77 裕隆納智捷                          |  |                                                |
| 得分： 多個球員19 篮板： 多個球員11 助攻： 張宗憲6 |  | 得分： 胡凱翔14 篮板： 奈維爾14 助攻： 盧冠良5 |

| 4月12日 20:00 |

| 賽後數據 |

| 金門酒廠 86–63 桃園璞園                          |  |                                                    |
| 得分： 拉莫斯22 篮板： 黃泓瀚12 助攻： 多個球員5 |  | 得分： 多個球員16 篮板： 戴維斯11 助攻： 多個球員3 |

Game 5
| 4月14日 19:00 |

| 賽後數據 |

| 桃園璞園 73–57 金門酒廠                        |  |                                                |
| 得分： 彭俊諺15 篮板： 戴維斯12 助攻： 彭俊諺3 |  | 得分： 拉莫斯18 篮板： 拉莫斯11 助攻： 拉莫斯4 |

Game 6
| 4月15日 19:00 |

| 賽後數據 |

| 金門酒廠 73–86 桃園璞園                        |  |                                                  |
| 得分： 拉莫斯25 篮板： 拉莫斯11 助攻： 陳靖寰6 |  | 得分： 陳堅恩22 篮板： 戴維斯10 助攻： 多個球員5 |